# Full Impact Pro
La Full Impact Pro (FIP) è una federazione statunitense di wrestling, con base in Florida.
Nata come promozione affiliata alla Ring of Honor, il suo fondatore è Sal Hamaoui, che, successivamente alla separazione dalla ROH, fonda insieme a Gabe Sapolsky la WWN (World Wrestling Network), organo che dirige molte federazioni di wrestling indipendente, fra cui la Evolve  fondata dallo stesso Sapolsky, è al quale lega anche la FIP.

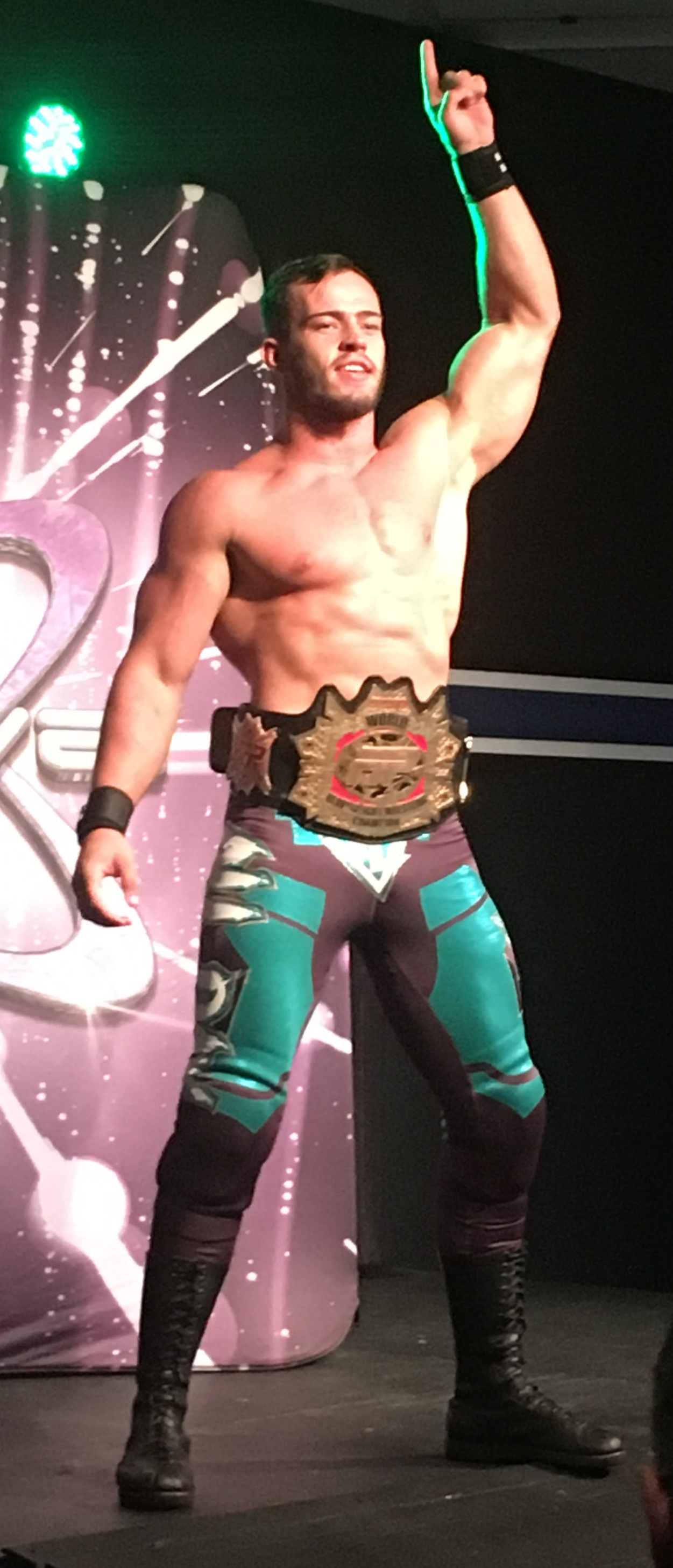
Austin Theory con il FIP World Heavyweight Championship

## Titoli
| Titoli                             | Campione                          | Luogo                | Data             |
| ---------------------------------- | --------------------------------- | -------------------- | ---------------- |
| FIP World Heavyweight Championship | Karam                             | Clearwater (Florida) | 14 novembre 2021 |
| FIP Tag Team Championship          | Island Kings (Jaka e Sean Maluta) | Clearwater (Florida) | 14 novembre 2021 |
| FIP Florida Heritage Championship  | Anthony Greene                    | Clearwater (Florida) | 14 novembre 2021 |